# Płyta egejska

Płyta eurazjatycka zaznaczona na zielono

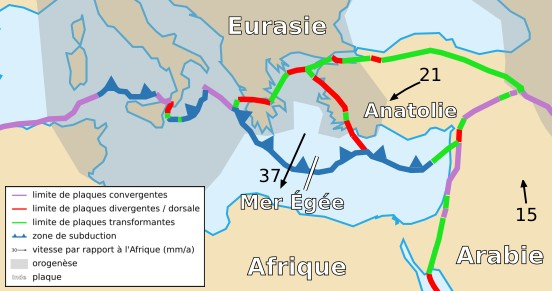
Płyta egejska

Płyta egejska (ang. Aegean Sea Plate) – niewielka płyta tektoniczna (mikropłyta), położona we wschodniej części Morza Śródziemnego. Obejmuje Półwysep Peloponeski, Morze Egejskie, Kretę i zachodnie wybrzeże Turcji.
Położona między płytą eurazjatycką na północy, płytą anatolijską na północnym wschodzie i płytą afrykańską na południu i południowym zachodzie.
Zdaniem większości autorów jest częścią płyty eurazjatyckiej.